# 小平潟天満宮
小平潟天満宮（こびらがたてんまんぐう）は福島県耶麻郡猪苗代町中小松にある神社。猪苗代湖畔にある。祭神は菅原道真。太宰府天満宮、北野天満宮と並んで日本三大天神とする説がある。

## 勧請の伝承
小平潟天満宮の造営については次のような伝承がある。天暦2年(948年)、近江国比良神社の神主・神良種が摂津国須磨で見つけた菅原道真の神像を持って旅をし、猪苗代湖畔に辿り着いた。良種はその地で休み、再び歩き出そうとして立ち上がった。しかし、道真の神像が急に重くなり動かなくなってしまった。よくみるとその地は須磨とよく似た景色であった。そのため良種はこの地を神像の鎮座の地とすることにし、耶麻郡大領上毛野陸奥臣に申し出て天満宮を勧請した。このとき、小出方村という地名だったこの地を摂津国平潟にちなんで小平潟に改めたという。

## その後の天満宮
天満宮はその後、天神信仰が盛んになるにつれ、会津をはじめ、仙道（現在の福島県中通り）諸郡の領主領民より手厚い保護を受けるようになり、大いに繁栄した。また、猪苗代兼載が小平潟天満宮の申し子であったという伝説は、小平潟天満宮をさらに有名にしたといえる。なお、現在の社殿は天和2年(1682年)に会津藩主松平正容によって天満宮がこの地に移された際に造営されたものである。

## 文化財
福島県指定重要文化財
- 紙本墨書猪苗代兼載書八代集秀逸

猪苗代町指定文化財
- 本殿
- 算額

## 天神浜

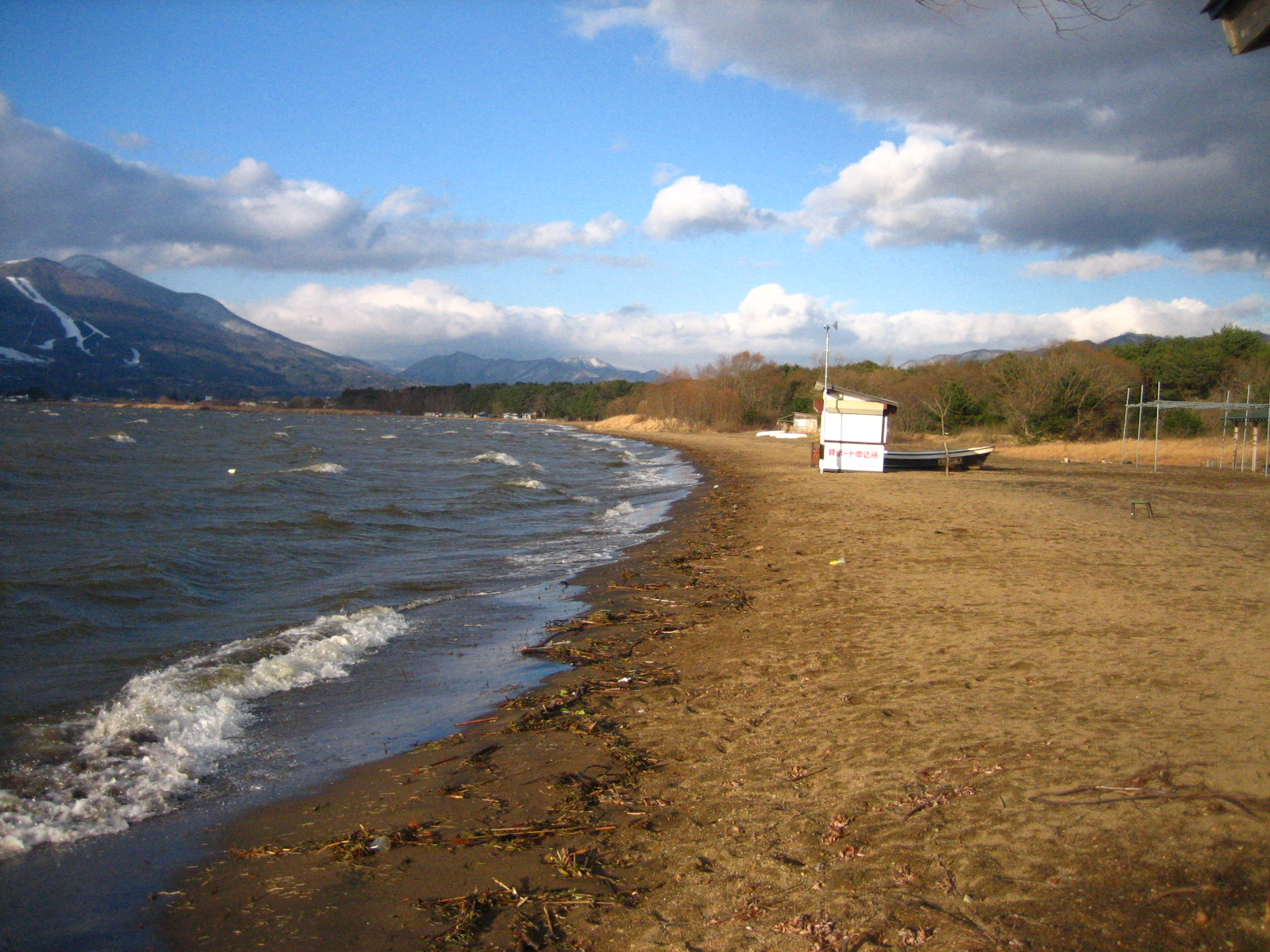
天神浜

天満宮の前に広がる天神浜は、長瀬川が作り出した三角州の一角にあり、美しい松原のある浜で、日本の白砂青松100選に選定されている。正面に猪苗代湖全域、北には磐梯山の全容を望むことができ、屈指の景勝地といえる。冬の天神浜沖は不凍湖の猪苗代湖では珍しく湖面が凍結し、また天神浜から東の三日月湖にかけての約1kmにかけて湖畔では、木々にかかる波しぶきがそのまま凍結する「しぶき氷」と呼ばれる現象が起こり、全国各地からカメラマンや観光客が来訪している。キャンプ場も開設されている。